# Електронні музичні інструменти
Електронні музичні інструменти — тип електромузичних інструментів, будова яких ґрунтується на використанні електронних схем, що генерують змінний струм певної частоти і форми, відповідний певній висоті і тембру звуку. Електронні музичні інструменти не слід плутати з електричними, у яких первісним джерелом коливань є акустичні
коливання.
Зазвичай електронні інструменти мають панель управління за допомогою якої можна регулювати висоту звуку, частоту чи продовжуваність кожної ноти. Зазвичай, прийнято розділяти інтерфейс користувача і звукогенеруючі функції в MIDI-контролер (пристрій введення) та музичний синтезатор.

## Принципи дії
Хоча математичні моделі синтезу звуку шляхом додавання гармонічних коливань були відомі давно, їх технічна реалізація була проблематичною. До початку 1960-х єдиним відомим способом генерації звукових коливань були лампові генератори на основі коливального контуру.
Їх розміри та енергоємність, емісія тепла і електромагнітного поля значно ускладнювали процес генерації звуку. Лише відкриття напівпровідників і мініатюризація елементів та виконаних на їх основі інтегральних схем відкрило нові можливості. З початку 1960-х років на ринку почали з'являтися все менші і дешевші інструменти, що надавали широкі можливості генерування звуків. З кінця 1970-х з розвитком цифрової техніки, аналогові інструменти поступово витісняються останніми, що стають все доступнішими.
Донедавна електронні інструменти поділялися за принципом дії на синтезатори і семплери, однак пізніше, з використанням комбінованих способів синтезу, такий поділ став неоднозначним. Електронні інструменти нерідко управляються секвенсером замість музиканта. В добу повсюдного поширення комп'ютерів з'явився новий вид електронних інструментів — віртуальні інструменти, що реалізуються у вигляді програмного забезпечення, але виконують функцію музичних інструментів.

## Перші електронні музичні інструменти

### Поява технології електронного звуку

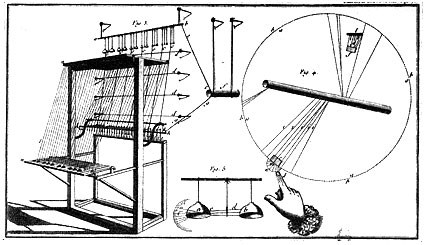
Схема будови електронного клавесину.

В XVIII столітті музиканти і композитори адаптували декілька акустичних музичних інструментів під електронні, це було зроблено з метою легкої популярності за рахунок новизни електрики. Хоча, в широкому сенсі, перший електрифікований музичний інструмент Denis d'or з'явився 1753 року. Невдовзі після нього, французький винахідник Жан-Баптист Делаборде створив електронний клавесин. Denis d'or налічував клавіатуру під'єднану до більш ніж 700 струн, електричний струм використовувався тимчасово для підсилення звукових властивостей. В будові електронного клавесину використовували плектри під'єднані до джерела струму. Між іншим, жоден з цих двох інструментів не використовував електрику як джерело звуку.
Перший електронний синтезатор винайшов 1876 року Еліша Грей. «Музичний телеграф» був можливим побічним продуктом його технології телефонного зв'язку, коли Грей раптово відкрив, що він може контролювати звук в самостійно вібруючому електричному ланцюзі. В «Музичному телеграфі» використовували металеві пластини, які вібрували за допомогою електромагнітів і телефонна лінія для передачі сигналу. В пізніші моделі Грей вбудовував примітивний гучномовець, який складався з вібруючої діафрагми в магнітному полі.
Значним винаходами, що вплинули на електронну музику були тріодна лампа і аудіон. По суті, Лі де Форест, в 1906 році, створив першу в світі термоелектронну лампу, яка призвела до винайдення і поширення електронних сигналів, радіо, лічильних машин на лампах.
Інші ранні музичні інструменти: динамофон або телармоніум (винайшов Таддеус Кехілл в 1906 році); терменвокс (Лев Термен, 1919); сферофон і партітурофон (Йорг Магер, 1924); «Хвилі Мартено» (Моріс Мартено, 1928); траутоніум (Фрідріх Тротвейн, 1930). Динамофон видавав прекрасні октави і квінти. В цей час, в Америці, з'явився емікон — інструмент, що контролювався за допомогою клавіатури та німецький гуллертіон, який міг грати вже цілі акорди. Ця хвиля електронних музичних інструментів не оминула і Радянський Союз.3 1937 по 1958 російський науковець Євгеній Мурзін створював свій ситезатор АНС. Пізніше цей інструмент використовували для створення «космічної» музики для фантастичних фільмів, таких як, «Соляріс» .
Впродовж 40-х і 50-х років XX століття Х'ю ле Кейн, Джон Хенерт, Реймонд Скотт, композитор Персі Грейнджер (у співпраці з Барнеттом Кроссом) сконструювали ряд електромузичних автоматичних контролерів. 1959 року Дафні Орам відкрила новітній метод синтезу звуку, її технологію під назвою «Орамікс» довгий час використовували на ВВС.

### Телармоніум

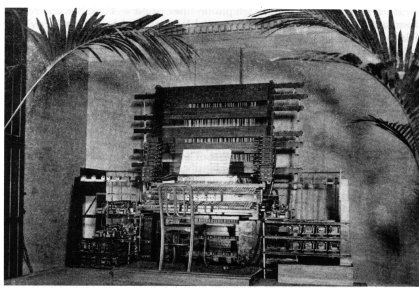
Пульт телармоніума.

В 1897 році Таддеус Кехілл запатентував інструмент під назвою телармоніум (також відомий під назвою динамофон чи телегармоніум). Використовуючи тональні колеса для генерування музичних звуків, як електронних сигналів, способом додавального синтезу, Кехілл міг отримати будь-яку комбінацію з тонів і напівтонів, на будь-якому динамічному рівні. Цю технологію пізніше було використано при створенні органа Гемонда. Між 1901 і 1910 роками Кехілл удосконалював апарат. Остаточна версія важила аж 200 тон і її пересування здійснювали виключно за допомогою залізниці і 30 товарних вагонів. Після 1912 року, інтерес публіки згас і Кехілл став банкрутом.

### Терменвокс
|                   |  |                         |
| Терменвокс (1924) |  | Пальчиковий терменквокс |

Інший електронний музичний інструмент, який зацікавив багатьох композиторів в 1919–1920. Його створив Лев Термен в Санкт-Петербурзі. Спочатку інструмент мав назву етерофон, але пізніше був перейменований в терменвокс. Терменвокс був інструментом на якому вперше можна було виконувати музичні твори, а не просто створювати шуми. Це також був перший в історії людства музичний інструмент на якому можна було грати не торкаючись руками.
Терменвокс в своєму творі «Ecuatorial» (1934) використовував Едґар Варез, а Леопольд Стоковський використовував його для аранжування класичного репертуару. 1929 року, Йосиф Шиллінгер «First Airphonic Suite for Theremin and Orchestra», де терменвокс виконував сольні партії. Наступного року Генрі Ковел використав технологію терменвоксу для створення першої електронної ритм-машини, названої ритмікон. Ковел написав для неї декілька композицій, які разом з Шиллінгером виконав на публіці 1932 року.
В перших, класичних, моделях, створених самим Львом Терменом, керування звуком відбувається в результаті вільного переміщення рук виконавця в електромагнітному полі поблизу двох металевих антен. Виконавець грає стоячи. Зміна висоти звуку досягається шляхом піднесення руки до правої антени, в той час як гучність звуку керується за рахунок наближення іншої руки до лівої антени. Саме ця модель терменвокса була найбільш поширеною у світі. Існує цілий ряд фірм, які виготовляють інструменти цього типу.

### Хвилі Мартено

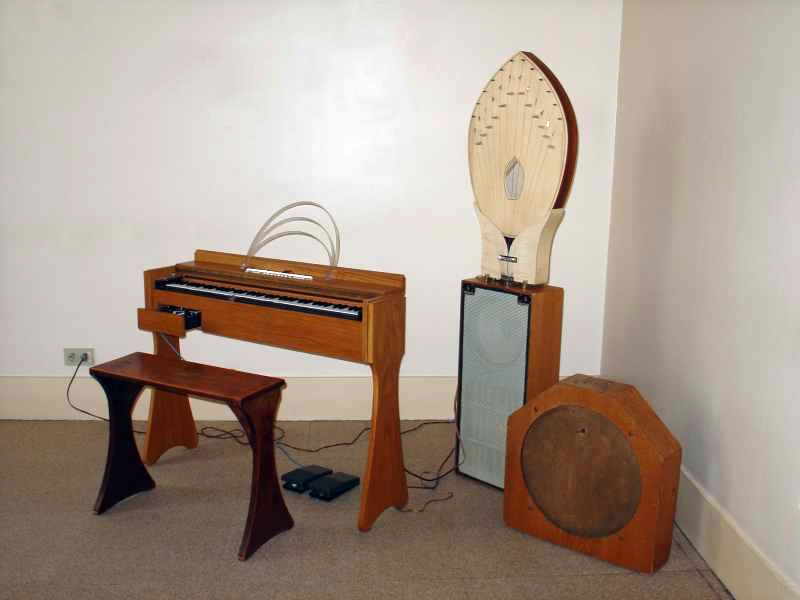
Хвилі Мартено (1974,
модель сьомого покоління)

1920-ті ознаменувалися закінченням механічної доби і розквітом доби електрики. В 1922, в Парижі, Даріус Мійо розпочав експерименти з «вокальними трансформаціями при зміні швидкості фонографа». Вони продовжувалися до 1927-го року.
В цю декаду з'явилися і терменвокс, і тратоніум, і «Хвилі Мартено». Спочатку «Хвилі..» створювалися для передачі мікротонів, знайдених в індійській музиці. Моріс Мартено винайшов «Хвилі Мартено» в 1928 і незабаром продемонстрував в Парижі. Цей інструмент дуже полюбився багатьом композиторам, включаючи: П'єра Булеза, Артура Онеґґера, Андре Жоліве, Шарля Кьоклена, Олів'є Мессіана, Даріусу Мійо, Жилю Трамбле і Едґару Варезу. Джонні Ґрінвуд, учасник Radiohead, використовує його у своїх композиціях і більшості пісень гурту. В 1937, Олів'є Мессіан написав «Fête des belles eaux» для відразу 6-ох «Хвиль Мартено», а також включив сольні партії для нього в «Trois petites liturgies de la présence divine» (1943-44) і «Турангаліла-симфонія».

### Траутоніум

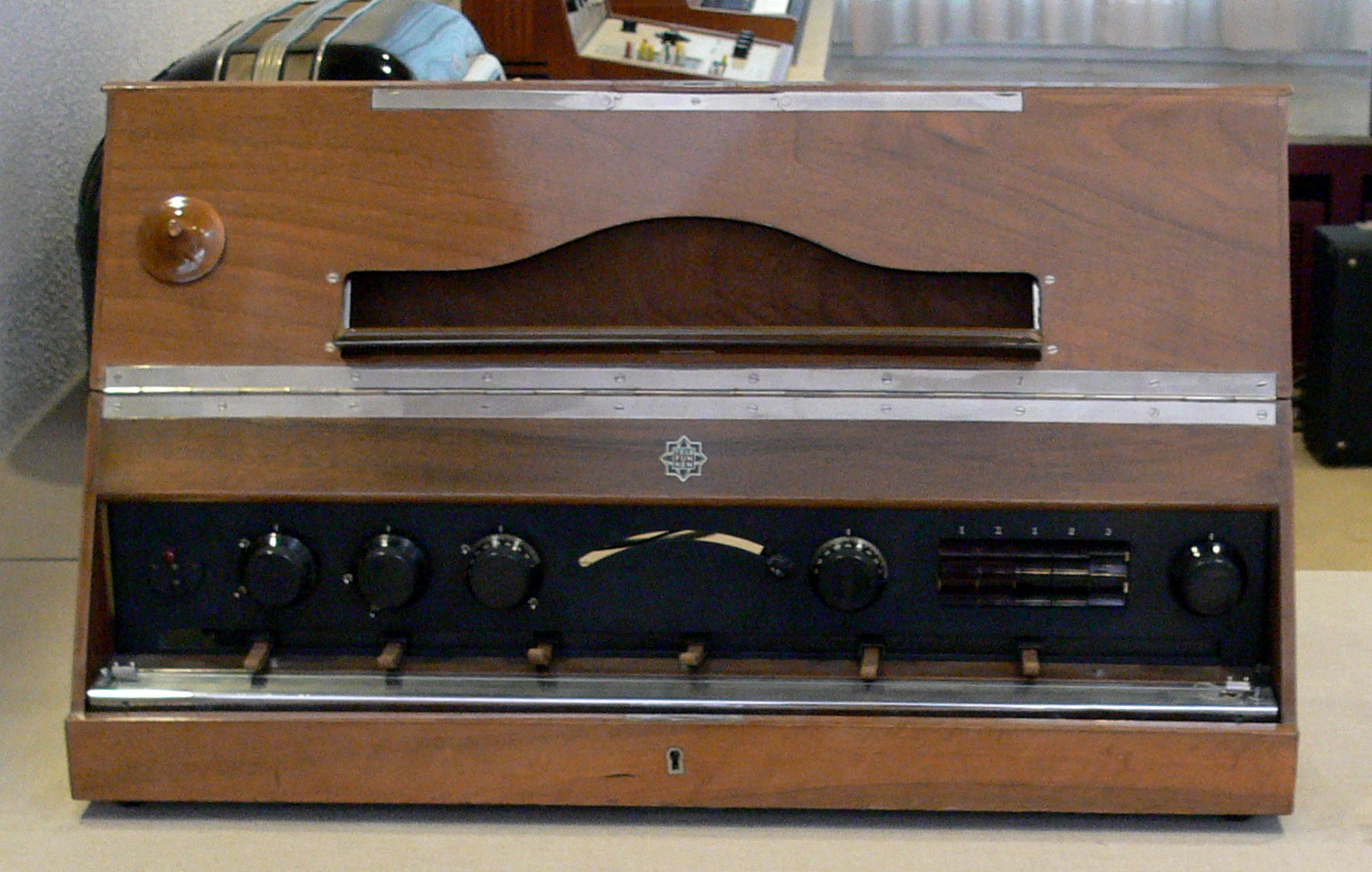
Траутоніум (1933, Telefunken Ela T 42)

Траутоніум був винайдений в 1928 році. Його звучання базувалося на використанні субгармонічного звукового ряду, а отримані звуки частіше за все використовували для імітації звучання дзвону чи гонгу. В 1942, Річард Штраус використовував його в «Japanese Festival Music» на прем'єрі в Дрездені. Цей новий клас інструментів, що використовували мікротони, спочатку повільно освоювали композитори. Проте, на початку 30-х, був справжній бум творів з використанням електронних інструментів.

### Орган Хаммонда і новакорд

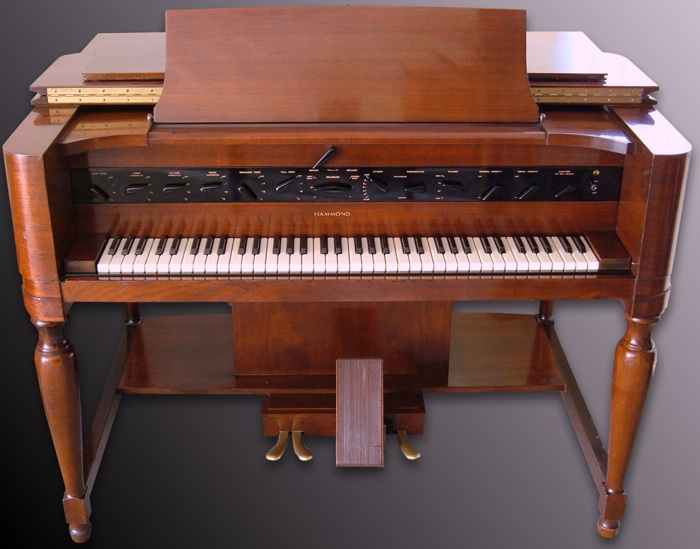
Новакорд виробництва компанії «Хаммонд Орган» (1939)

В 1929 році Лоуренс Хаммонд заснував свої фірму з виробництва електронних музичних інструментів. Він почав виробляти Орган Хаммонда, принцип, якого оснований на телгармоніумі на ряду з першими засобами для реверберації.
Першим, сконструйованим в комерційних цілях синтезатором став новакорд побудований в період з 1938 по 1942 роки компанією «Хаммонд Орган». Новакорд був поліфонічним музичним інструментом здатним відтворювати 72 ноти, який містив 163 вакуумних електроламп і важив понад 225 кілограмів.

## Сучасні електронні інструменти
- Лазерна арфа — електронний музичний інструмент, що являє собою кілька лазерних променів, які перекривають, за аналогією з щипками струн звичайної арфи
- Синтезатор — електронний пристрій, який синтезує звук за допомогою одного чи кількох електричних генераторів коливань
- Вокодер — інструмент, призначений для аналізу та синтезу звуків та мовлення
- Драм-машина — електронний прилад, оснований на принципі покрокового програмування для створення й редагування повторюваних музичних перкусивних фрагментів
- Хвилі Мартено — одноголосий електронний музичний інструмент
- Терменвокс — музичний інструмент.
- Оптиган — електронний музичний інструмент, що випускався у 1971-76 роках американською фірмою Mattel.

| музика | Це незавершена стаття про музику. Ви можете допомогти проєкту, виправивши або дописавши її. |